# Ivanna Valerijivna Moskovka
Ivanna Valerijivna Moskovka (ukr. Московка Іванна Валеріївна) (Kijiv, 1969.) je ukrajinska slikarica. Supruga slikarae Olesa Soloveja. Unuka je poznate umjetnice u staklu Lidije Mitjajeve (Митяєва Лідія Мефодіївна) i kći Tamile Moskovke ( Таміла Олександрівна Московка), također umjetnice.

Djela joj se nalaze u muzejima i galerijama u Ukrajini, Poljskoj, Njemačkoj, Belgiji, Nizozemskoj, u veleposlanstvu Republike Italije, veleposlanstvu Republike Hrvatske, ukrajinskom parlamentu Radi te u privatnim zbirkama u Ukrajini, SAD, Francuskoj, Njemačkoj, Italiji, Grčkoj, Belgiji, Nizozemskoj, Rusiji, Izraelu, Jemenu, Kini, Hrvatskoj i Velikoj Britaniji.